# Жетекші
Жетекші́ (каз. Жетекші) — село у складі Павлодарської міської адміністрації Павлодарської області Казахстану. Адміністративний центр та єдиний населений пункт Жетекшинської сільської адміністрації.
Населення — 2740 осіб (2021; 1732 у 2009, 1503 у 1999, 1644 у 1989).
Національний склад станом на 1989 рік:
- росіяни — 48 %
- казахи — 22 %